# 代邁切爾
代邁切爾是匈牙利的城鎮，位於該國東北部，由索博爾奇-索特馬爾-貝拉格州負責管轄，面積36.98平方公里，2011年人口4,304，其中約一半居民信奉天主教。
48°07′N 21°55′E / 48.117°N 21.917°E